# José Ruiz y Blasco
Pour les articles homonymes, voir Ruiz et Blasco.
José Ruiz y Blasco, né le 12 avril 1838 à Malaga et mort le 3 mai 1913 à Barcelone, est un professeur d'art et un peintre espagnol.
Il est le père de Pablo Picasso et de Lola Ruiz Picasso.

## Biographie
José Ruiz y Blasco est spécialisé dans les peintures naturalistes: fleurs, oiseaux (tourterelles et pigeons) et natures mortes. 

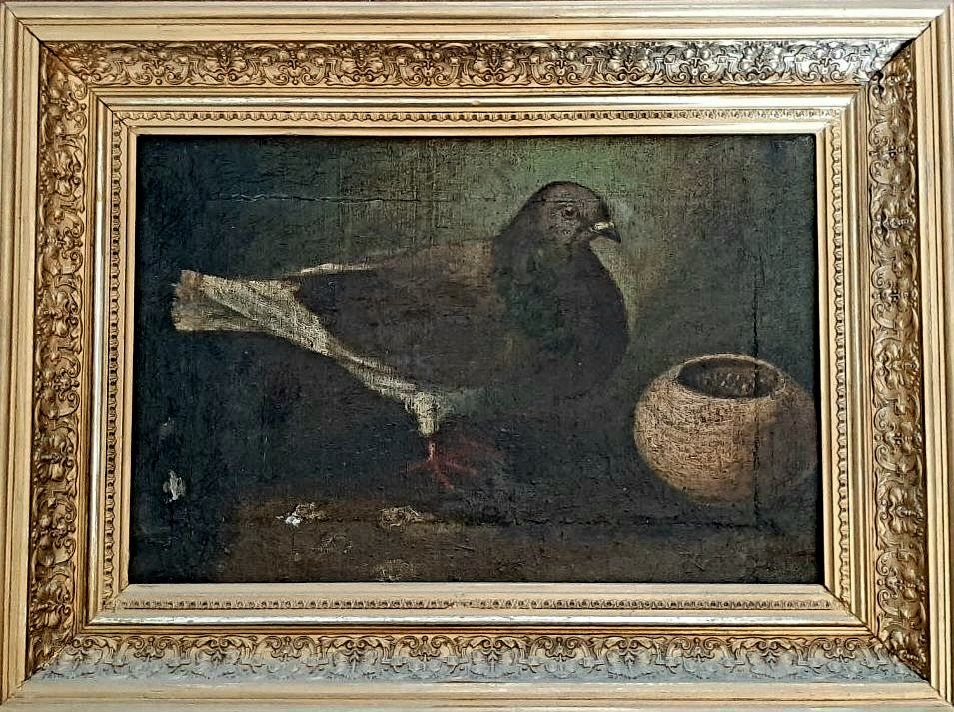
Une colombe, collection particulière.

Dans ses travaux, tous les traits sont définis avec précision.

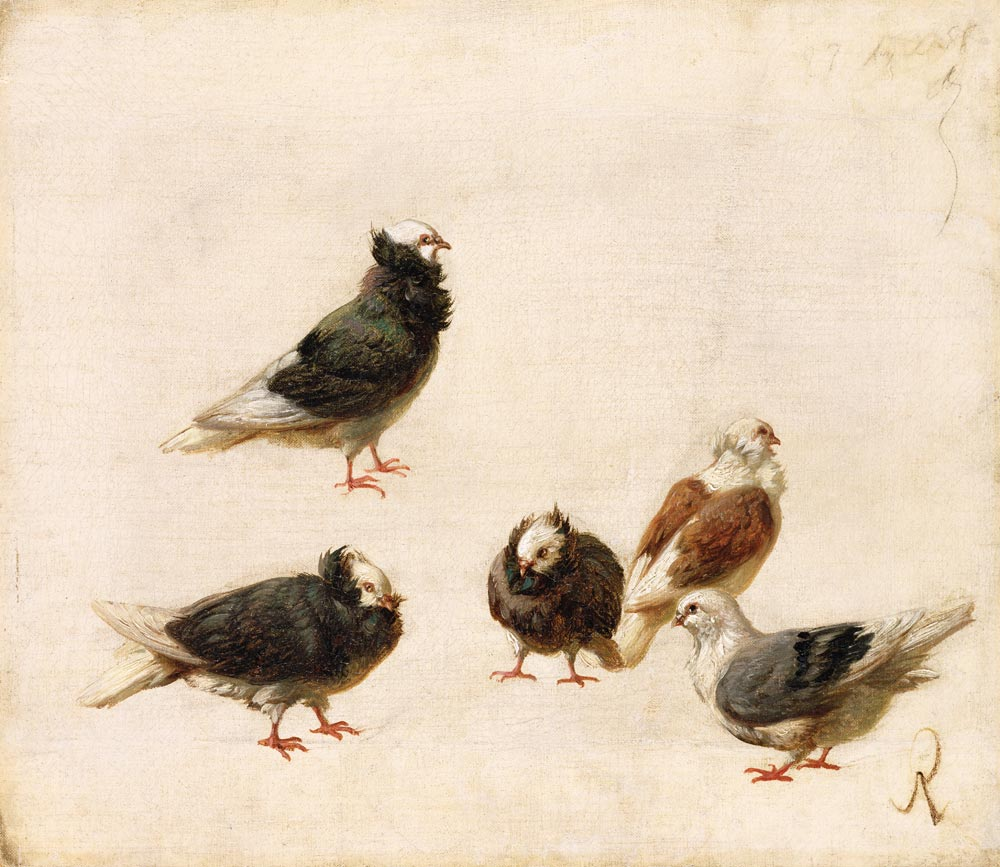
Colombes, localisation inconnue.

Pendant sa jeunesse, il a assisté aux classes de dessin du peintre García Chicano, ensuite il étudie les beaux-arts à l'Escuela de Bellas Artes de Málaga quelque temps, en 1851.
Il a enseigné à la Real Academia de Bellas Artes de San Telmo à Malaga, en plus d’être le directeur-conservateur, du musée municipal de Malaga (1875-1890). 

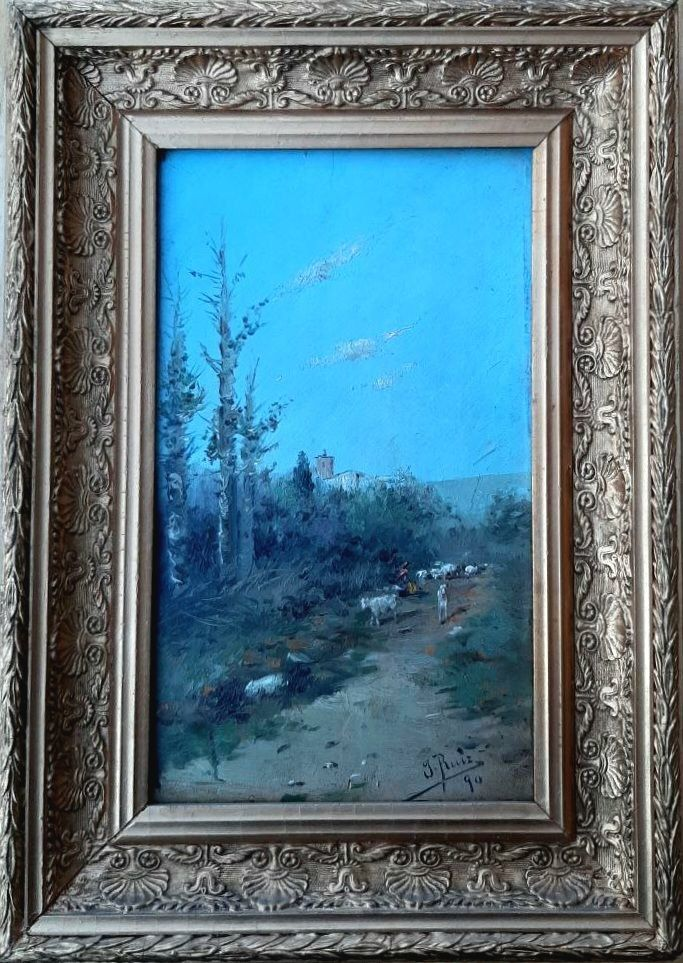
Bergère dans le champ (1890), collection particulière.

Il déménage à La Corogne où il enseigne à l'Escuela de Bellas Artes (1891-1895), puis à Barcelone où il enseigne à l'École de la Llotja jusqu'à sa mort (1895-1913) à l'âge de 75 ans. L'un de ses assistants fut le peintre Manuel Pallarès i Grau, ami d'enfance de son fils Pablo Picasso.
Le peintre Antonio Muñoz Degraín (es) (1840-1924) était un de ses amis,. Les peintres Joaquín Luque Roselló (es) (1865-1932) et José Ponce Puente se considéraient eux-mêmes comme des amis de José Ruiz y Blasco.

## Famille
Il est possible de remonter sa lignée patriarcale jusqu'au XVIIIe siècle. Son frère Salvador était docteur.
Avec son épouse, María Picasso López, ils ont eu trois enfants : Pablo Picasso (1881-1973),, Dolores (1884-1958) et María de la Concepción (1887-1895).

## Œuvres
- Museo Casa Natal Picasso, Málaga, Espagne
  - Palomar, 1878, huile sur toile, 102,5 x 148 cm [14].

- Localisation inconnue :
  - La Marioneta (La Marionnette), 1874, huile sur toile, 58 × 41 cm[15].
  - Mirando un cuadro (En regardant une image), 1875, huile sur panneau, 42 × 30 cm[16].
  - Las Palomas (Les Pigeons), huile sur panneau, 65 × 48 cm[17].
  - Velero frente a la costa (Voilier devant la côte), huile sur toile, 40 × 76 cm[18].
  - Velero con mar en calma (Voilier avec mer calme), huile sur toile, 50 × 29,5 cm[19].